# Georges Visconti
Pour les articles homonymes, voir Visconti.
Georges Visconti, né le 24 novembre 1919 à Carouge (Suisse) et mort le 30 décembre 2019 à Fréjus, est un artiste peintre et graveur français.

## Biographie
Initialement homme de théâtre, élève du Conservatoire de Genève, il rejoint après la Seconde Guerre mondiale la troupe de Roger Blin.
Après s'être établi à Paris en 1947, il s'oriente vers la peinture et la gravure en fréquentant l'atelier de Jean Souverbie.
Il meurt à l'âge de 100 ans le 30 décembre 2019 à Fréjus, et est inhumé au cimetière du Montparnasse, en bordure de la 6e division.

## Contributions bibliophiliques
- Bruno Durocher, Effacement du cercle, cinq bois gravés de Georges Visconti, éditions Caractères, 1972.

## Expositions
- Salon d'automne, Salon des indépendants, Salon Terres latines[3].